# Xenoreoderus
Xenoreoderus är ett släkte av skalbaggar. Xenoreoderus ingår i familjen Cetoniidae.
Kladogram enligt Catalogue of Life:
| Xenoreoderus | \| \| Xenoreoderus humilis \| \| \| \| \| \| Xenoreoderus nanus \| \| \| \| |
|              | \| \| Xenoreoderus humilis \| \| \| \| \| \| Xenoreoderus nanus \| \| \| \| |
|              | Xenoreoderus humilis                                                        |
|              |                                                                             |
|              | Xenoreoderus nanus                                                          |
|              |                                                                             |